# Hospitalia oberthuri
Hospitalia oberthuri är en fjärilsart som beskrevs av Rothschild 1914. Hospitalia oberthuri ingår i släktet Hospitalia och familjen mätare. Inga underarter finns listade i Catalogue of Life.